# نجم آبی‌سان (سرده)
نجم آبی‌سان (نام علمی: Puschkinia) نام یک سرده از تیره مارچوبگان است.